# Coelotrachelus symbius
Coelotrachelus symbius är en skalbaggsart som beskrevs av Gordon och Henry Fuller Howden 1972. Coelotrachelus symbius ingår i släktet Coelotrachelus och familjen Aphodiidae. Inga underarter finns listade i Catalogue of Life.